# Stazione di Campoleone
Stazione di Campoleone vasútállomás Olaszországban, Aprilia településen.

## Vasútvonalak
Az állomást az alábbi vasútvonalak érintik:
- Róma–Formia–Nápoly-vasútvonal
- Albano–Nettuno-vasútvonal

## Kapcsolódó állomások
A vasútállomáshoz az alábbi állomások vannak a legközelebb:
- Stazione di Pomezia-Santa Palomba (Stazione di Roma Termini, Róma–Formia–Nápoly-vasútvonal)
- Carano railway stop (Stazione di Napoli Centrale, Róma–Formia–Nápoly-vasútvonal)
- Stazione di Aprilia (Stazione di Nettuno, Albano–Nettuno-vasútvonal)